# カプア包囲戦 (1734年)
カプア包囲戦（カプアほういせん、イタリア語: Assedio di Capua）は、ポーランド継承戦争中の1734年4月から11月30日まで、マルシヤック伯爵率いるフランス軍とスペイン軍による、ナポリ王国のカプアの包囲。包囲に対し、オーストリアの駐留軍を率いたオットー・フェルディナンド・フォン・トラウンは善戦し、11月に降伏したのも弾薬と補給が底についたことと、孤立した駐留軍に援軍が来そうもないことが理由だった。この包囲はポーランド継承戦争におけるナポリ戦役の最後の戦闘となった。

## 背景
1733年秋にポーランド継承戦争が勃発し、ブルボン家の家族協約で同盟したフランスとスペインがナポリ王国とシチリア王国に対する攻勢を計画していた報せが伝わると、ハプスブルク家の首脳部はナポリの守備について計画した。資源の不足により、オットー・フェルディナンド・フォン・トラウン元帥とカラッファ伯爵（Caraffa）はナポリの守備についての意見が相違した。カラッファは要塞の駐留軍の最低限にし、オーストリア軍を1つの大軍にすることで、スペイン軍に会戦を迫るか会戦を避けるかの選択をできるようにすると主張した。しかし、トラウンは要塞の駐留軍に多くの軍勢を割き、スペインに包囲を迫ろうとし、結果的にはトラウンの意見が通った。
主な駐留軍はペスカーラとガエータに配置され、トラウン自身も3,500人を率いて、ナポリ王国と教皇領の国境近くにあるカプア要塞を占領した。カラッファはナポリ市の守備とオーストリア副王の保護を受け持った。

## 包囲まで
パルマ公カルロの軍勢2万1千は編成を行ったトスカーナから南下、1734年3月28日にナポリの北部国境に到着した。トラウンはカプア駐留軍の大半でミニャーノに要塞線を築き、スペイン軍との戦闘を準備したが、スペイン軍は3月30日に現地民の助けを得て、4千人を派遣して山間部の狭い道に通らせ、トラウン軍の後背を襲撃しようとした。トラウンがこれを知ると、彼は急いでカプアへ撤退、途中で兵器と軍営の装備を放棄した。スペイン軍は南進してカプアを避け、ナポリの要塞を降伏させた後に5月10日に入城した。その間、軍勢6千をカプアに派遣してそれを封鎖、連絡と補給を切断した。
カルロの軍勢が南進している間、スペイン艦隊はナポリ湾のイスキア島とプローチダ島に軍勢を上陸させた。元々これらの島にいたオーストリアの駐留軍は（カプアが封鎖される前に）本土に戻り、カプアの駐留軍と合流していた。これによりトラウン軍は6千人になった。オーストリア軍は北イタリアにいたクロード・フロリモン・ド・メルシーからの救援を期待していたが、メルシーはフランス軍とサルデーニャ軍の対処で手いっぱいだった。
そして、5月にビトントの戦いでオーストリア軍が崩壊すると、スペイン軍はオーストリア軍がなおも保持したペスカーラ、ガエータ、カプアの包囲をはじめた。ペスカーラは7月29日に降伏、ガエータ包囲戦も8月に終結した。カルロは続いてシチリア王国の侵攻に軍を派遣、残りの軍勢をカプア包囲に集中させた。

## 守備の状況
カプアの要塞は大規模だったが、戦争の直前には整備が行き届いていなかった。包囲戦の頃には多くの弱点があり、中でも水源、ナポリ門の堡塁の貧弱さ、そしてオリーブと果樹が点在した南と西の地域が最も重大だった。
トラウン元帥率いる駐留軍は6千人であり、ハイスター、ゲルトリン、オネリー、カール・ロートリンゲン、シュメッタウ連隊からの歩兵10個大隊、擲弾兵6個中隊、そしてピニャテッリ、ココルゾヴァ連隊からの、軍馬のない胸甲騎兵数個中隊だった。
トラウンが包囲軍の指揮官マルシヤック伯爵と長きにわたって友好な関係を維持したことも駐留軍に有利に働いた可能性がある。2人は昔の戦役では戦友であり、同じ軍営を使ったこともあった。

## 包囲
オーストリア軍は要塞に5千人の駐留軍が5か月間駐留するのに必要な補給を維持しようとしたが、包囲が開始された4月の時点では2か月分の補給しかなかった。このため、トラウンは志願兵部隊を組織し、食べ物探しに行かせた。この部隊の奇襲は成功し、7月の時点でもまだ1か月分の補給があるほどだった。しかし、救出の望みはオーストリア軍がサン・ピエトロの戦いで敗北、メルシーも戦死、その後にオーストリア軍が撤退したことで薄れていった。
8月10日、トラウンは1万5千にまで膨れ上がったスペインの封鎖軍に対し大規模なソーティを放った。スペイン軍の補給を略奪するほか、スペイン軍がヴォルトゥルノ川で築いた舟橋を襲撃した。真夜中にナポリ門とローマ門から数個大隊を出した後、数時間をかけて舟橋に接近、破壊しようとした。スペイン軍はこの襲撃を撃退したが、本当の攻撃は別にあった。選りすぐりの精兵500は郊外を襲撃、黎明に帰ってきたときには牛150頭、水牛90頭、羊1,000頭を連れていた。舟橋への攻撃でオーストリア軍は300人以上の損害を出したが、スペイン軍を350人殺害、52人を捕虜にした（ただし、すぐにトラウンに釈放された）。
包囲が11月にまで続く中、城内の状況はだんだんと厳しいものとなった。11月20日、トラウンとスペイン軍の指揮官は合意に達し、救援軍が30日までに来ない場合はトラウンが降伏するとした。30日、5千人にまで減ったオーストリア駐留軍は武人の礼遇を与えられて、カプアから退去し、スペインの船でトリエステとフィウーメに運ばれた。降伏文書において、スペイン軍が唯一断った条項は、駐留軍に北イタリアでの戦役に加わることを許可することだった。